# Ljulka AL–7
A Ljulka AL–7 a Szovjetunióban az Arhip Mihajlovics Ljulka vezetése alatt álló tervezőirodában az 1950-es évek elején kifejlesztett gázturbinás sugárhajtómű. Utánégetővel ellátott változatait nagy mennyiségben gyártották és elsősorban a második generációs Szu–7, Szu–9, valamint a Szu–11 vadászbombázó repülőgépeken és a Tu–128 elfogó vadászrepülőgépen alkalmazták.

## Története
Az eredetileg az Il–54 bombázóhoz szánt hajtómű fejlesztési munkái 1952-ben kezdődtek a moszkvai 165. sz. gépgyár (ma az NPO Szaturn része) mellett, Arhip Ljulka irányítása alatt álló OKB–165 tervezőirodában. A TR–7 jelzésű első kísérleti változat még abban az évben elkészült, és a tesztek során 63,7 kN tolóerőt adott le. A fejlesztés során az akkoriban magas, 7 fölötti nyomásviszony eléréséhez szükséges axiális kompresszor kialakítása okozott gondokat.  1952-ben a CIAM és a CAGI is végzett vizsgálatokat olyan axiális kompresszorokkal, amelyben az áramlási sebesség eléri a hangsebességet. A hangsebesség fölötti áramlás megvalósítása nyomán sikerült túllépni a 9-es kompresszióviszonyt is, ami abban az időben kimagaslóan jó érték volt. Az AL–7 első prototípusai 1953 márciusában készültek el, 1955-ben pedig elvégezték a hatósági vizsgálatait. Az utánégetővel felszerelt változatának sorozatgyártását 1959-ben kezdték el. A hajtómű sorozatgyártása 1954–1970 között folyt a 165. sz. gépgyárban.

## Szerkezeti kialakítása
Az AL–7 egytengelyes gázturbinás sugárhajtómű. 9 fokozatú axiális kompresszorral, 2 fokozatú turbinával, valamint egyenáramú, 18 db tüzelőanyag-befecskendező fúvókával ellátott gyűrűs égéstérrel rendelkezik. A kompresszor utolsó fokozataiban az áramlási sebesség meghaladja a hangsebességet. Az első, utánégető nélküli változatok egyszerű kúpos fúvócsővel rendelkeztek, amelynek átmérője nem volt szabályozható. A későbbi utánégetős változatok szabályozható fúvócsővel készültek. A szabályozható fúvócső átmérője két értékre állítható, a fúvócső állítható része 24 szegmensből épül fel.

## Típusváltozatok
- AL–7 – Prototípus, nem állítható, egyszerű kúpos fúvócsővel felszerelt sugárhajtómű.
- AL–7PB – Rozsdamentes acélból készült kompresszorlapátokkal gyártott, utánégető nélküli nélküli változat. 1961-től gyártották kisebb mennyiségben és a Berijev Be–10 sugárhajtású amfíbián és a Tu–110 utasszállító repülőgépen alkalmazták.
- AL–7F–1 – Az első, 1959-től nagy sorozatban gyártott, utánégetővel ellátott változat. A Szu–7 és Szu–7B vadászbombázó repülőgépeken alkalmazták.
- AL–7F–2 – Az F–1 altípus modernizált változata. Áttervezték a kompresszor nyolcadik és kilencedik, valamint turbina második fokozatát, módosították az utánégetőt. 1960-tól gyártották és a Szu–9, valamint a Szu–11 vadászbombázó repülőgépeken alkalmazták.
- AL–7F–4 – 1962-től gyártott továbbfejlesztett, modernizált változat.
- AL–7FK – A H–20 (NATO-kódja: AS–3 Kangoroo) robotrepülőgéphez kifejlesztett, 1958-tól gyártott csökkentett élettartamú változat.

## Műszaki adatok (AL–7F–2)
- Hossz: 6650 mm
- Legnagyobb átmérő: 1300 mm
- Száraz tömeg: 2100 kg
- Légnyelés: 115 kg/s
- Fajlagos tüzelőanyag-fogyasztás: 98,9 kg/kN/h
- Nyomásviszony: 9,3
- Gázhőmérséklet a turbina előtt: 930 °C
- Tolóerő: 75 kN normál üzemmódban; 107,9 kN utánégetővel

## Külső hivatkozások
- АЛ–7Ф – Az Ugolok nyeba repülő-enciklopédia cikke (oroszul)